# Camden Town
Camden Town is een town in het Londense bestuurlijke gebied Camden, in de regio Groot-Londen.

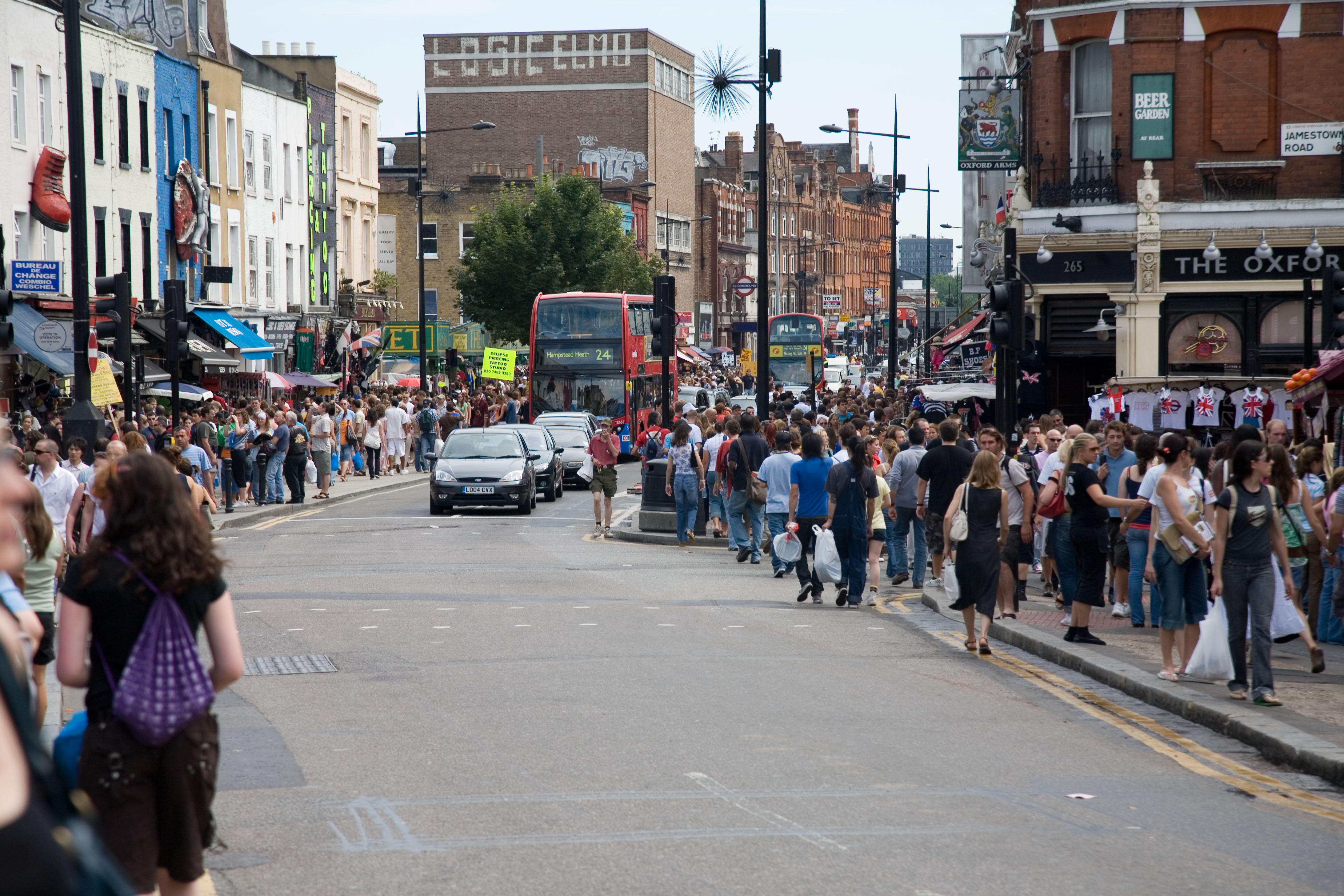
Winkelstraat in Camden Town

Camden Town wordt soms kortweg Camden genoemd maar moet niet worden verward met het gelijknamige district. Camden Town ligt 3,7 km ten noorden van Charing Cross en is bekend vanwege de Camden Market.
Sinds de opening van Camden Lock Market in 1974 is de reputatie van Camden razendsnel gestegen. Het werd een geduchte concurrent voor de markten van Portobello Road en Petticoat Lane. Voor vele jongeren is het nu dé place to be in de Britse hoofdstad. Duizenden mensen komen naar Camden Town, vooral tijdens de weekends, soms slechts om de sfeer te proeven, iets te drinken in een van de vele trendy bars, of om te genieten van de optredens van straatmuzikanten en andere performers. Hier kan men zich ook inschepen voor een boottocht over het Regent's Canal, voorbij de London Zoo, tot aan het zogenaamde Little Venice in de wijk Paddington.
In de oude volkswijk die Camden Town destijds was, verbleven in de zomermaanden van 1873 de avontuurlijke Franse dichters Verlaine en Rimbaud. Om aan de bak te komen publiceerden ze een advertentie in The Daily Telegraph waarin ze hun bereidheid te kennen gaven om Franse lessen in het Frans te geven…
Op 9 februari 2008 woedde er een enorme brand in de wijk. Enkele cafés en pubs raakten vernield en vele gebouwen liepen zware schade op. Niemand is gewond geraakt.

## Geboren
- Anthony Head (1954), acteur en zanger

## Galerij

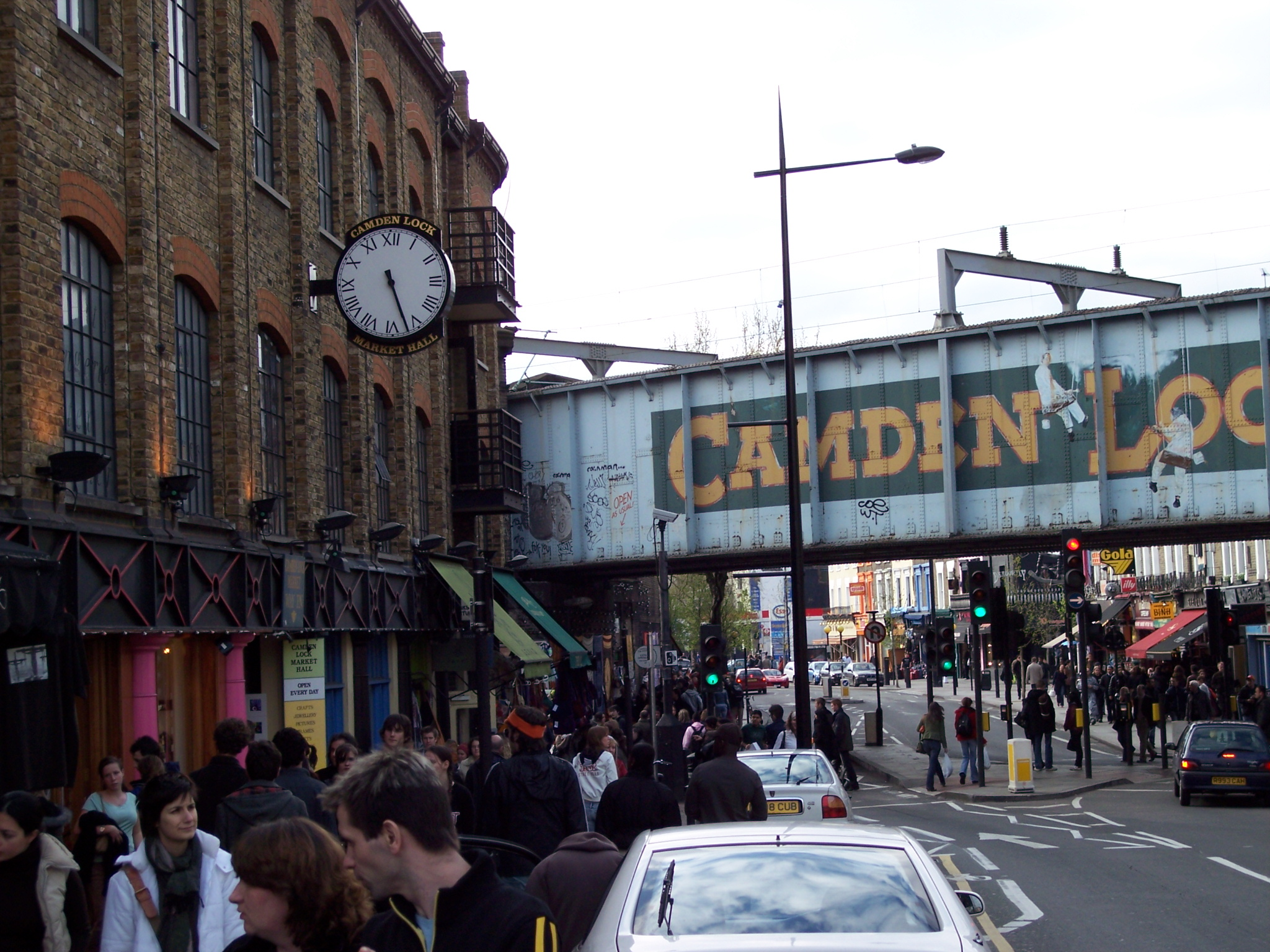
Camden Town: de Chalk Farm Road
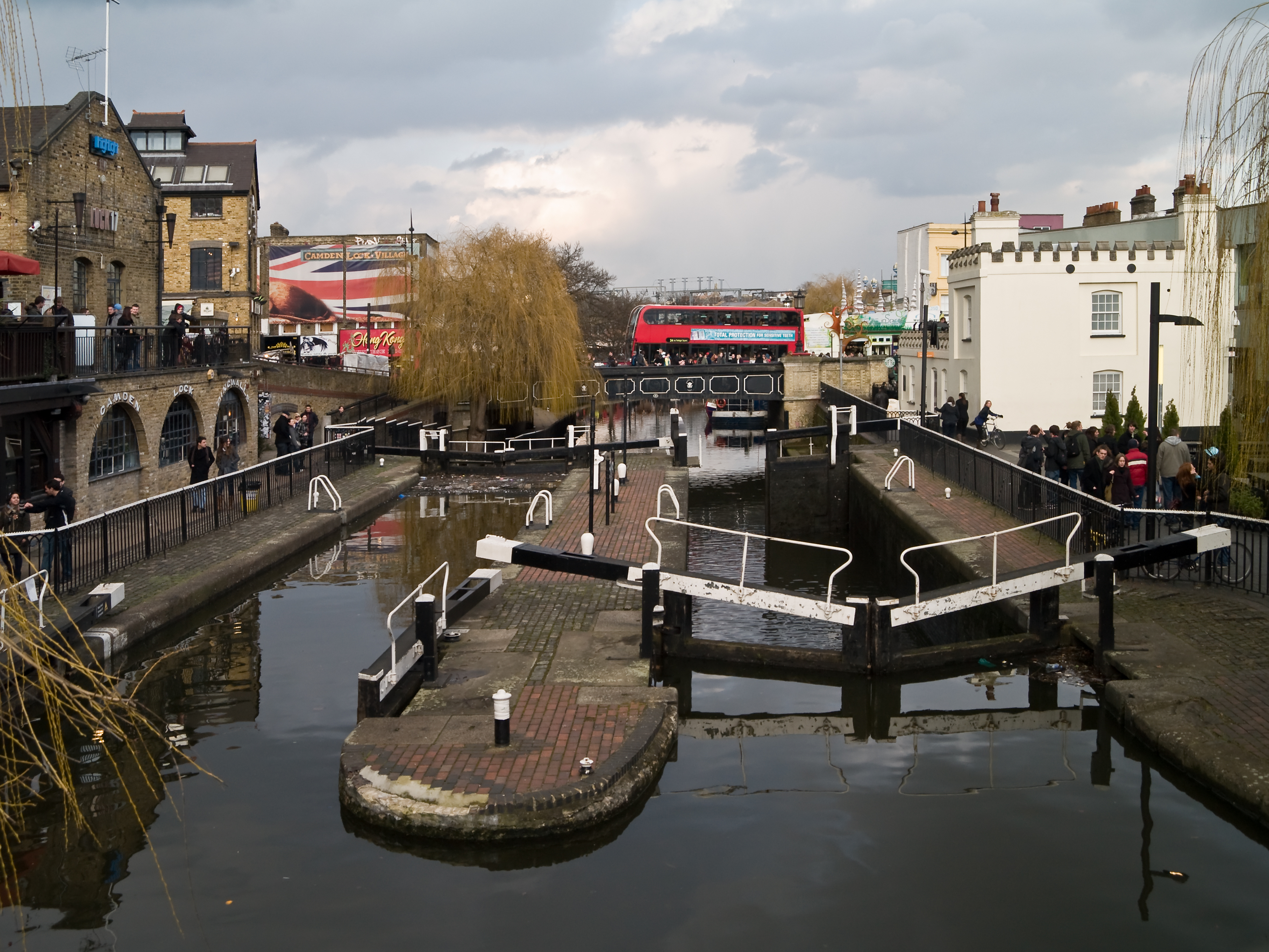
Het Camden Lock op het Regent's Canal
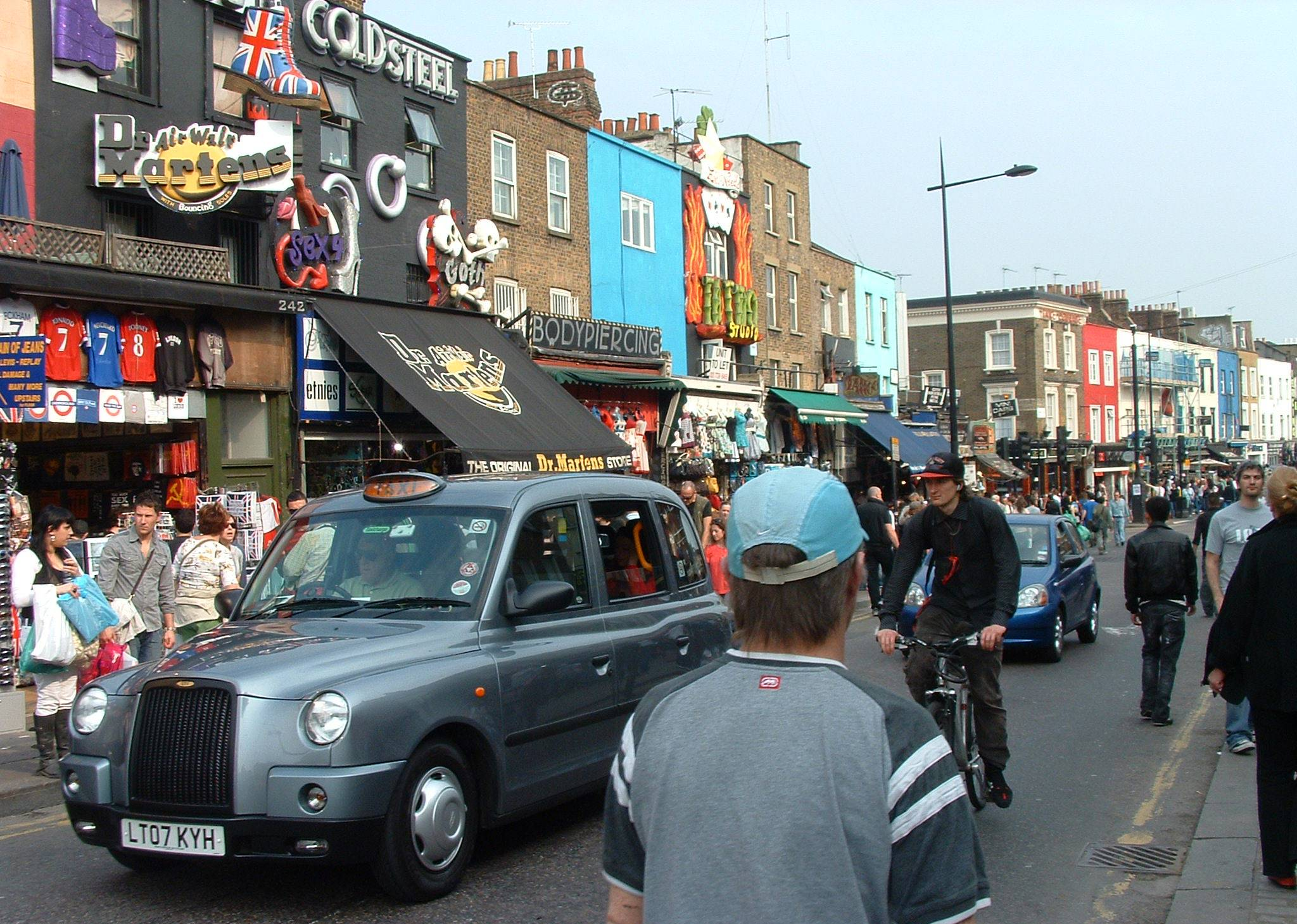
Camden High Street op een zonnige zondag ...